# FC Dinamo București în sezonul 1978-1979
Sezonul 1978-79 este al 30-lea sezon pentru FC Dinamo București în Divizia A. Dinamo s-a luptat pentru titlul de campioană cu FC Argeș până în ultima etapă, în care piteștenii jucau în București, pe stadionul din Ștefan cel Mare. Câștigătoarea meciului devenea campioană, la egal titlul mergea la Pitești. Dinamo deschide scorul devreme, dar piteștenii răstoarnă scorul și în minutul 70 conduceau cu 3-1. Alb-roșii nu renunță și egalează la 3 în minutul 89. La acest scor, titlul era tot al argeșenilor, dar Nicolae Dobrin a consfințit soarta campionatului, marcând în minutele de prelungire, și Dinamo se mulțumește doar cu poziția secundă. În Cupa României, Dinamo ajunge până în semifinale, unde pierde însă în fața Sportului Studențesc.

## Rezultate
| Divizia A | Divizia A          | Divizia A             | Divizia A | Divizia A |
| Etapa     | Data               | Adversar              | Stadion   | Rezultat  |
| --------- | ------------------ | --------------------- | --------- | --------- |
| 1         | 24 august 1978     | FC Baia Mare          | deplasare | 0-2       |
| 2         | 27 august 1978     | UTA                   | acasă     | 0-0       |
| 3         | 3 septembrie 1978  | ASA Târgu Mureș       | deplasare | 1-2       |
| 4         | 10 septembrie 1978 | Gloria Buzău          | acasă     | 4-0       |
| 5         | 12 septembrie 1978 | Sportul Studențesc    | deplasare | 1-1       |
| 6         | 24 septembrie 1978 | CS Târgoviște         | deplasare | 2-1       |
| 7         | 1 octombrie 1978   | Corvinul Hunedoara    | acasă     | 4-0       |
| 8         | 7 octombrie 1978   | Olimpia Satu Mare     | deplasare | 0-1       |
| 9         | 15 octombrie 1978  | FC Bihor              | acasă     | 1-0       |
| 10        | 28 octombrie 1978  | Jiul Petroșani        | deplasare | 1-1       |
| 11        | 5 noiembrie 1978   | Poli Timișoara        | acasă     | 1-1       |
| 12        | 19 noiembrie 1978  | Chimia Râmnicu Vâlcea | deplasare | 0-0       |
| 13        | 22 noiembrie 1978  | U Craiova             | acasă     | 1-0       |
| 14        | 26 noiembrie 1978  | Steaua București      | acasă     | 1-1       |
| 15        | 29 noiembrie 1978  | SC Bacău              | deplasare | 0-1       |
| 16        | 3 decembrie 1978   | Poli Iași             | acasă     | 3-1       |
| 17        | 10 decembrie 1978  | FC Argeș              | deplasare | 0-1       |
| 18        | 4 martie 1979      | FC Baia Mare          | acasă     | 1-0       |
| 19        | 7 martie 1979      | UTA                   | deplasare | 3-1       |
| 20        | 11 martie 1979     | ASA Târgu Mureș       | acasă     | 1-0       |
| 21        | 17 martie 1979     | Gloria Buzău          | deplasare | 0-0       |
| 22        | 25 martie 1979     | Sportul Studențesc    | acasă     | 3-1       |
| 23        | 28 martie 1979     | CS Târgoviște         | acasă     | 2-0       |
| 24        | 8 aprilie 1979     | Corvinul Hunedoara    | deplasare | 0-1       |
| 25        | 11 aprilie 1979    | Olimpia Satu Mare     | acasă     | 3-1       |
| 26        | 22 aprilie 1979    | FC Bihor              | deplasare | 1-1       |
| 27        | 25 aprilie 1979    | Jiul Petroșani        | acasă     | 5-1       |
| 28        | 29 aprilie 1979    | Poli Timișoara        | deplasare | 1-0       |
| 29        | 6 mai 1979         | Chimia Râmnicu Vâlcea | acasă     | 2-0       |
| 30        | 20 mai 1979        | U Craiova             | deplasare | 0-2       |
| 31        | 6 iunie 1979       | Steaua București      | deplasare | 1-2       |
| 32        | 10 iunie 1979      | SC Bacău              | acasă     | 4-0       |
| 33        | 17 iunie 1979      | Poli Iași             | deplasare | 1-1       |
| 34        | 24 iunie 1979      | FC Argeș              | acasă     | 3-4       |

| Cupa României      | Cupa României     | Cupa României      | Cupa României | Cupa României |
| Etapa              | Data              | Adversar           | Stadion       | Rezultat      |
| ------------------ | ----------------- | ------------------ | ------------- | ------------- |
| șaisprezecimi      | 28 februarie 1979 | Muscelul Câmpulung | deplasare     | 2-1           |
| optimi             | 16 mai 1979       | Poli Iași          | Sibiu         | 5-3           |
| sferturi de finală | 13 iunie 1979     | FCM Galați         | Buzău         | 3-1           |
| semifinale         | 27 iunie 1979     | Sportul Studențesc | București     | 0-1           |

| Legendă    |
| ---------- |
| victorie   |
| egal       |
| înfrângere |